# بدون تخت گل رز
بدون تخت گل رز (به هندی: No Bed of Roses) فیلمی محصول سال ۲۰۱۷ و به کارگردانی مصطفی سرور فاروکی است. در این فیلم بازیگرانی همچون عرفان خان، تیشا، روکیا پراچی، پرنو میترا ایفای نقش کرده‌اند.